# آرتور گادارد
آرتور گادارد (انگلیسی: Arthur Goddard؛ 1876 – ۱۹۵۶ (۷۹−۸۰ سال)) بازیکن فوتبال اهل بریتانیا بود.
از باشگاه‌هایی که در او آن بازی کرده‌، می‌توان به باشگاه فوتبال گلوسوپ نورث اند، باشگاه فوتبال استوک‌پورت کانتی، باشگاه فوتبال کاردیف سیتی، باشگاه فوتبال لیورپول و باشگاه فوتبال منچستر سیتی اشاره کرد.